# قائمة المواقع والمعالم المصنفة في ولاية سكيكدة
هذه قائمة حصرية للمواقع الأثرية و المعالم التاريخية المصنفـــة حسب وزارة الثقافة والاتصال (الجزائر) لولاية سكيكدة
| رقم    | اسم                                                 | وصف | موقع | مدينة | قسم    | الإحداثيات | صورة |
| ------ | --------------------------------------------------- | --- | ---- | ----- | ------ | ---------- | ---- |
| 21-001 | المسرح الروماني و الكسر الهندسية الموجودة به سكيكدة |     |      |       | سكيكدة |            | صورة |
| 21-002 | تحف قديمة متواجدة في المتحف التابع للدولة           |     |      |       | سكيكدة |            | صورة |
| 21-003 | لوحة تمثتل دفن السيد المسيح المنسوبة إلى فان ديك    |     |      |       | سكيكدة |            | صورة |
| 21-004 | المسجــد الكبير القل                                |     |      |       | سكيكدة |            | صورة |